# Gambia Armed Forces Football Club
El Gambia Armed Forces Football Club es un equipo de fútbol de Gambia que juega en la Liga de fútbol de Gambia, la liga de fútbol más importante del país.

## Historia
Fue fundado en el año 1989 en la capital Banjul, pero su sede está en la ciudad de Serrecunda. Es el equipo representativo del ejército de Gambia y ha salido campeón en 3 oportunidades y ha estado en la Liga de Campeones de la CAF 3 veces.

## Palmarés
- Liga de fútbol de Gambia: 3

2003, 2009, 2016/17
- Copa de fútbol de Gambia: 1

2017/18

## Participación en competiciones de la CAF
| Temporada | Torneo                       | Ronda      | Club             | Casa | Visita | Global |
| --------- | ---------------------------- | ---------- | ---------------- | ---- | ------ | ------ |
| 2004      | Liga de Campeones de la CAF  | Preliminar | ASC Jeanne d'Arc | 0-3  | 0-3    | 0-6    |
| 2010      | Liga de Campeones de la CAF  | Preliminar | JS Kabylie       | 1-2  | 0-3    | 1-5    |
| 2018      | Liga de Campeones de la CAF  | Preliminar | Zanaco FC        | 1-3  | 0-3    | 1-6    |
| 2018/19   | Copa Confederación de la CAF | Preliminar | FC San Pédro     | 0-1  | 1-1    | 1-2    |
| 2020/21   | Liga de Campeones de la CAF  | Preliminar | Teungueth FC     | 1-1  | 0-2    | 1-3    |

## Ex entrenadores
- Modou Lamin Sey (2006-2013)[5]
- Ebou Jarra (2017-2018)[4][6]